# Tachina javana
Tachina javana är en tvåvingeart som beskrevs av Malloch 1932. Tachina javana ingår i släktet Tachina och familjen parasitflugor. Inga underarter finns listade i Catalogue of Life.